# Анунцијата (Асти)
Анунцијата је насеље у Италији у округу Асти, региону Пијемонт.
Према процени из 2011. у насељу је живело 36 становника. Насеље се налази на надморској висини од 183 м.